# 憲法学
憲法学（けんぽうがく、英語:Constitutional theory）は、国家の最高法規である憲法の解釈や適用および憲法上の諸現象を研究する学問。憲法理論、憲法論、国法学ともいう。法学の一分野であり、国家の組織及び作用に関する基礎法を研究することを目的とする。 

## 各国の憲法に対する研究

### 「人間と市民の権利の宣言」第十六条
1789年のフランスの「人間と市民の権利の宣言」の第十六条には、この宣言の中でただ一箇所 constitution という語が用いられている。この第十六条のみが、憲法に関する論述で触れられることがある。

#### フランス語圏における解釈
現在のフランスでも、この条文を憲法（日本国憲法のような法典）に関するもの、とする解釈は存在する。一方で、この条文の解説として、過度な権力分立は機能不全を起こすので多くの憲法では各「力」相互の協同を規定している、とするものもある。1958年制定の現行フランス共和国憲法の第十六条では、緊急事態において大統領に全権限（例外的な力（複数形））を持たせる規定がある。

### その他の解釈例
ゲオルグ・イェリネックは、米国における権利章典と、フランスの1789年の「宣言」とを対照しており、ニューハンプシャー州のそれ(New Hampshire Bill of Rights, Oct 1783)の第三条、マサチューセッツ州のそれ(Constitution of Massachusetts 1780)の第三十条を挙げ、その影響によりフランスの1789年の第十六条が生まれたことを示した。

#### 日本における定説
宮沢は、1938年の著書において、この条文中の constitution という語は、立憲主義の憲法概念を意味している、と述べた。その後、1956年の著書においては、この条文は、「成文憲法は、かならず権利宣言を伴うという慣行」を示すものである、と述べた。
20世紀終盤以降の日本の憲法学における定説（芦部）では、この条文は、立憲主義の憲法の趣旨（権力を制限して人権を保障すること）を示したもの、とされている。そして、これを提示した上で、「憲法学の対象とする憲法とは、近代に至って一定の政治的理念に基づいて制定された憲法であり、国家権力を制限して国民の権利・自由を守ることを目的とする憲法である」と憲法学の範疇を宣言している。そして国家緊急権について、超憲法的な行使は法の問題ではなく事実ないし政治の問題であり、一方で憲法に規定することは多くの問題と危険をはらむ、としている。
また樋口によれば、この1789年の条文は「憲法」（constitution）という語の用法として、権利保障と権力分立の原理によるものだけを「憲法」に「値する」としたものであり、それがすなわち立憲的意味の憲法である、とされる。

#### 日本における異説
小嶋は、この条文の constitution とは、「国家や政府の組織規範の中で、立憲主義を内容とするもの」であり、それはイギリスを一例に含み成文か不文かを問わないものである、と述べた。そして、この条文は、模範としてイギリスを意識しての提言（構成員の権利の保障と、権力の分立の提言）であり、成文憲法に関する条文ではない、とした。一方、日本の定説とされているものは、宮沢の1956年の著述を発端とした「誤解と混用」である、とした。

## 日本の憲法学

### 歴史

#### 幕末
尾佐竹猛によれば、議会制度を日本国内に紹介したのは1827年の青地林宗の著述が最初であり、その後のアヘン戦争により、日本国内で欧米への注目が高まり、1860年台までには、複数の翻訳によって日本国内に議会制度や憲法が紹介された、とされる。公議政体論の中でも、1867年に土佐藩から提言された議会制度がこの時代の代表とされているが、一方の徳川幕府側においては、西周助が同年にまさに憲法草案と言えるものを書いた、とされる。なお、これらは今で言う民主主義と異なり庶民を参加させる制度ではないが、当時としてはやむを得なかったと考えられている。これに対し、赤松小三郎は、同年に普通選挙による議会政治を提言しており、その内容には、天皇が拒否しても議会が再審議を行えば決定できる仕組みが盛り込まれている。

#### 明治初期
民撰議院設立建白書による要望の翌年、1875年（明治8年）に立憲政体の詔書が布告され、憲法を制定する方向への政治改革が宣言された。伊藤博文は1882年（明治15年）から一年余り、欧州諸国に制度の調査のため渡航し、グナイストやシュタインなどの学者から説を聞き、また諸国の政治を視察した。伊藤はイギリスの民主政治よりもドイツの官僚政治が国情に適すると考えた。帰国後、伊藤が中心となり、秘密の内に大日本帝国憲法が起草された。

#### 学者の誕生
鈴木安蔵によれば、日本憲法学が生まれたのは、大日本帝国憲法の発布後、穂積八束の功績による。穂積は、日本の憲法の特質として、「主権は万世一系の皇位にあること」、「立法機関が権力を掌握するのではなく、君主の大権を主とする」などと主張した（日本の憲法学の第一期）。これに対し、一木喜徳郎の学説を受け継いだ美濃部達吉が立憲主義的憲法学を確立した（第二期）。

#### 天皇機関説
美濃部らの提唱した天皇機関説は、一時は憲法学の通説とされたが、1935年、天皇機関説事件において軍部と野党の攻撃を受けた。美濃部は失脚し、天皇機関説は排除された。美濃部の弟子である宮澤俊義も激しく攻撃されている。
鈴木安蔵によれば、1934年当時において、憲法学者と称する者のほとんどは、現実の喫緊の問題の科学的分析ではなく、ただ憲法の概念論的講義や条文解釈を行うか、形式論的な考え方の操作をしているだけに見える、とされている。

#### 占領下の日本
美濃部は占領下での憲法改正に反対したが、占領下の報道機関からも批判され、その主張は通らなかった。宮澤は、八月革命説を創り、その後も制定された日本国憲法に対して、理論的・体系的な基礎づけを積み重ね、日本のその後の憲法学の礎石を築いた。

#### 占領の終了後
高見勝利の2000年の著書によれば、美濃部以降の憲法学の学説展開については、それを書くことが、学者にとって「信条告白」になるため難しさがある、とされている。
高見は第二次世界大戦以降の日本の学界の主な論争をまとめている。
日本国憲法制定・占領終了後、憲法学者らが新憲法案を起草することは稀になり、外国から招聘され新憲法制定・改憲に携わった日本の憲法学者の例は知られていない。但し度々行われた琉球政府章典改正の日本語訳に携わった琉球人・日本人・日系米国人は存在したはずである。

## 「実質的意味の憲法」
ドイツではVerfassung im materiellen Sinneと呼ばれ、フランスでは constitution matérielleと呼ばれている概念があり、21世紀初頭の日本語に直訳すると「実質的な憲法」となる。

### 日本の憲法学の学説における流転
この概念は日本に翻訳され導入されたが、日本の憲法学の歴史の中で様々に表現され、また派生語を創ってきた。以下、古いものから順に各論を併記する。
井上密は1897年の著書において、「実質上の憲法」と呼んだ。
美濃部は、1926年の著書において「実質ノ意義ニ於ケル憲法」あるいは、憲法という語の「実質的ノ意義」とし（「意義」は21世紀初頭の日本語では、「意味」あるいは「語義」に相当する。）、それに対して成文憲法を「形式ノ意義ニ於ケル憲法」とした。
浅井清は1929年の著書において、実質的憲法(Verfassung im materiellen Sinne)と形式的憲法(Verfassung im formellen Sinne)について解説した。
野村淳治は1937年の著書において「実質上の憲法」と呼んだ。
宮沢は、1938年の著書において、存在する国家には必然的に伴うものとして「憲法の固有の概念」と呼ぶことを提唱した。なお、宮沢は同じ著書の中で「実質概念としての憲法」という表現は使っているが、その説明はしていない。
宮沢は、1973年の著書では、実質的意味の憲法とは多くの成文法や不文法の内容として存在する国家の基礎法全体を意味すると述べた。
渡辺久丸は1983年の共著書において、次の定義を定説として紹介している。まず「固有の意味の憲法」という概念の説明として、「憲法を固有の意味でとらえるしかたは、どの教科書も一致している」と前書きし、例示として「憲法は、まず、国家の統治体制を定める基本法、いいかえれば、国の基礎的な組織に関する根本法を意味する」という定説が小林直樹の1967年の著述他、多くの文献に書かれていると紹介した。憲法を「国家の基本法」と定義するのは最も広い意味における憲法の概念であるとした。この概念を「学者が、固有の意味または本来の意味の憲法と呼ぶならわしになっている」とした。この概念よりも狭い概念として、立憲的意味の憲法がある、と示した。
渡辺は同書で前記とは別に、「実質的意味」について、実質的概念として憲法とは「国家の基本法たる性質を有する」法を指していう（不文憲法も含め）とした。いかなる法令などでも根本法たる性質を有するならば実質的意味の憲法である、とした。そして、根本法としては、「実質的意味の憲法」は「固有の意味の憲法」と概念的に一致し、着眼点が異なるだけだとした。そして、形式的憲法が実質的憲法をすべて取り込むことは不可能かつ不適当、と述べ、さらに「場合によっては実質的憲法（いわゆる憲法附属法令）」を重視すべき、と述べて、形式的憲法＋憲法附属法令＝実質的憲法という考えも示した。
芦部信喜は1992年の著書において、「固有の意味の憲法」とは、国の統治の基本に関する国家の基礎法を指し、「固有の意味の憲法」は国家が存在するところには必ず存在すると述べた。
芦部は1993年（初版）の著書において、特定の内容を持った法（不文含む）を実質的意味の憲法とした。そして実質的意味の憲法には二つのものがあるとして、「固有の意味の憲法」と「立憲的意味の憲法」を挙げた。さらに、憲法学の対象とする憲法とは、立憲的意味の憲法である、とした。（芦部は1980年から二年間、東京大学法学部の学部長を務めた権威である。）
樋口陽一は1992年の著書において、「『実質的意味の憲法』とは、いかなる社会でも問題となる基本的な統治制度の構造と作用を定めた法規範の総体を意味する。そのうち、何らかの一定の形式上の標識を備えた法規範を『形式的意味の憲法』と呼ぶ。さらに、その上で特定の実質内容をそなえた法規範を『近代的または立憲的意味の憲法』と呼ぶ」記述した。樋口は同書において「固有の意味」という語は使用していない。
佐藤潤一は2011年の論文において、また真次宏典は2014年の論文において、「実質的意味の憲法」と「固有の意味の憲法」を同じ概念を指す用語としている。

### 実質的意味の憲法における「政治的意味」説
高見は、美濃部が1945年10月の記事において「君主制の形式的意味の憲法の下で実質的意味の憲法を民主化することが可能である」と述べた内容において、「実質的意味の憲法の民主化」とは、政治的意味での民主主義を指すと解説した。高見は美濃部の論述を分析する文脈で、「憲法」と「民主主義」に関する形式がすなわち法律であり、実質がすなわち政治である、とした。美濃部は占領下での憲法（法典）改正に反対していたが、それに反して日本国憲法が成立したことについて、高見は、戦後の政治変革は大正デモクラシーの復活に留まらなかった、と肯定的に述べた。

### 学者の思考への用語の影響
小嶋和司は1982年の著書において、「実質的意味の憲法」という言い回しを引用して書いた後、「実質的憲法」と表現して、「憲法学が対象の中心に据えるべきは、形式的憲法ではなく、実質的憲法である」と論述している。小嶋は同書において、欧米語のConstitution(Verfassung)を翻訳した「憲法」という語を、日本の学者が論述に用いる際には、制定憲法（法典）あるいはその規制事項のみを「憲法」と扱う「習性」を「無意識的に登場」させ、その歪みの影響を論考に残していると指摘した。小嶋によれば井上密、市村光恵は意識して語義を限定したが、その後の学者は、もはやその意識すらない、としている。「憲法」の用語が持つ「実質的憲法」という意味を忘れて日本の学者が思考した結果として、「憲法典を持つ国では憲法典の変更は国家の同一性を失わせる」、「ブライスの硬性憲法・軟性憲法の区別は成文憲法の分類である」を挙げ、また「憲法制定権力」、「憲法の変遷」、「憲法と条約締結」、および「緊急事態」に関しても多くの学説はこの誤りから出発した論理になっていると、同書で論述している。
小嶋は、こうなった原因の一端が明治憲法にあると述べている。
堀内健志は2008年の論文において、日本の憲法学について「『実質的意味の憲法』を法規範に限定し、『国制』を事実上の世界のものとして、簡単に両者を峻別・分離して」潜在する問題を回避してきているのではないか、と指摘している。
小嶋は前記著述の雑誌連載中、「師説への批判が目につく」との感想を、同門の教授から受けたことを記している。小嶋は東京大学法学部出身で1965年以降は東北大学の教授として活動した。